# Taxiphyllum minutirameum
Taxiphyllum minutirameum là một loài Rêu trong họ Hypnaceae. Loài này được (Müll. Hal.) H.A. Mill. & D.R. Sm. miêu tả khoa học đầu tiên năm 1968.